# اورابه ۱۳۵۶۷
سیارک ۱۳۵۶۷ (به انگلیسی: 13567 Urabe، نامگذاری:1992WF1) سیزده هزار و پانصد و شصت و هفتمین سیارک کشف شده‌است که در ۱۶ نوامبر ۱۹۹۲ کشف شد.
قدر مطلق سیارک برابر ۵۱.۲ است.